# Per Nielsen
Per Nielsen (Aarhus, 15 ottobre 1973) è un allenatore di calcio ed ex calciatore danese, di ruolo difensore.

## Palmarès

### Giocatore

#### Competizioni nazionali
- Campionato danese: 5

Brondby: 1995-1996, 1996-1997, 1997-1998, 2001-2002, 2004-2005
- Coppa di Danimarca: 5

Brondby: 1993-1994, 1997-1998, 2002-2003, 2004-2005, 2007-2008
- Supercoppa di Danimarca: 3

Brondby: 1996, 1997, 2002
- Coppa di Lega danese: 2

Brondby: 2005, 2006

#### Competizioni internazionali
- Royal League: 1

2006-2007

### Allenatore
- Campionato danese: 3

Brøndby: 2014-2015, 2016-2017, 2018-2019
- Coppa di Danimarca: 2

Brøndby: 2016-2017, 2017-2018